# Спомен за страха
„Спомен за страха“ е български игрален филм от 2016 г. на режисьора Иван Павлов.
Във филма са използвани епизоди от сценария на Константин Павлов, които остават незаснети във филма от 1980 г. „Масово чудо“. Филмът е прожектиран на 15 март 2017 г. по време на XXI Международен София Филм Фест.

## Актьорски състав
- Васил Банов - уволненият шеф

## Награди
- Специална награда на критиката на фестивала „Златна роза“ във Варна през 2016 г.[1][2]
- Извънредна специална награда на фестивала „Златна роза“ (Варна, 2016) за композитора Божидар Петков.